# Massariosphaeria grandispora
Massariosphaeria grandispora är en svampart som först beskrevs av Pier Andrea Saccardo, och fick sitt nu gällande namn av Leuchtm. 1984. Enligt Catalogue of Life ingår Massariosphaeria grandispora i släktet Massariosphaeria, ordningen Pleosporales, klassen Dothideomycetes, divisionen sporsäcksvampar och riket svampar, men enligt Dyntaxa är tillhörigheten istället släktet Massariosphaeria, familjen Lophiostomataceae, ordningen Pleosporales, klassen Dothideomycetes, divisionen sporsäcksvampar och riket svampar. Arten är reproducerande i Sverige. Inga underarter finns listade i Catalogue of Life.